# 세르비아 철도

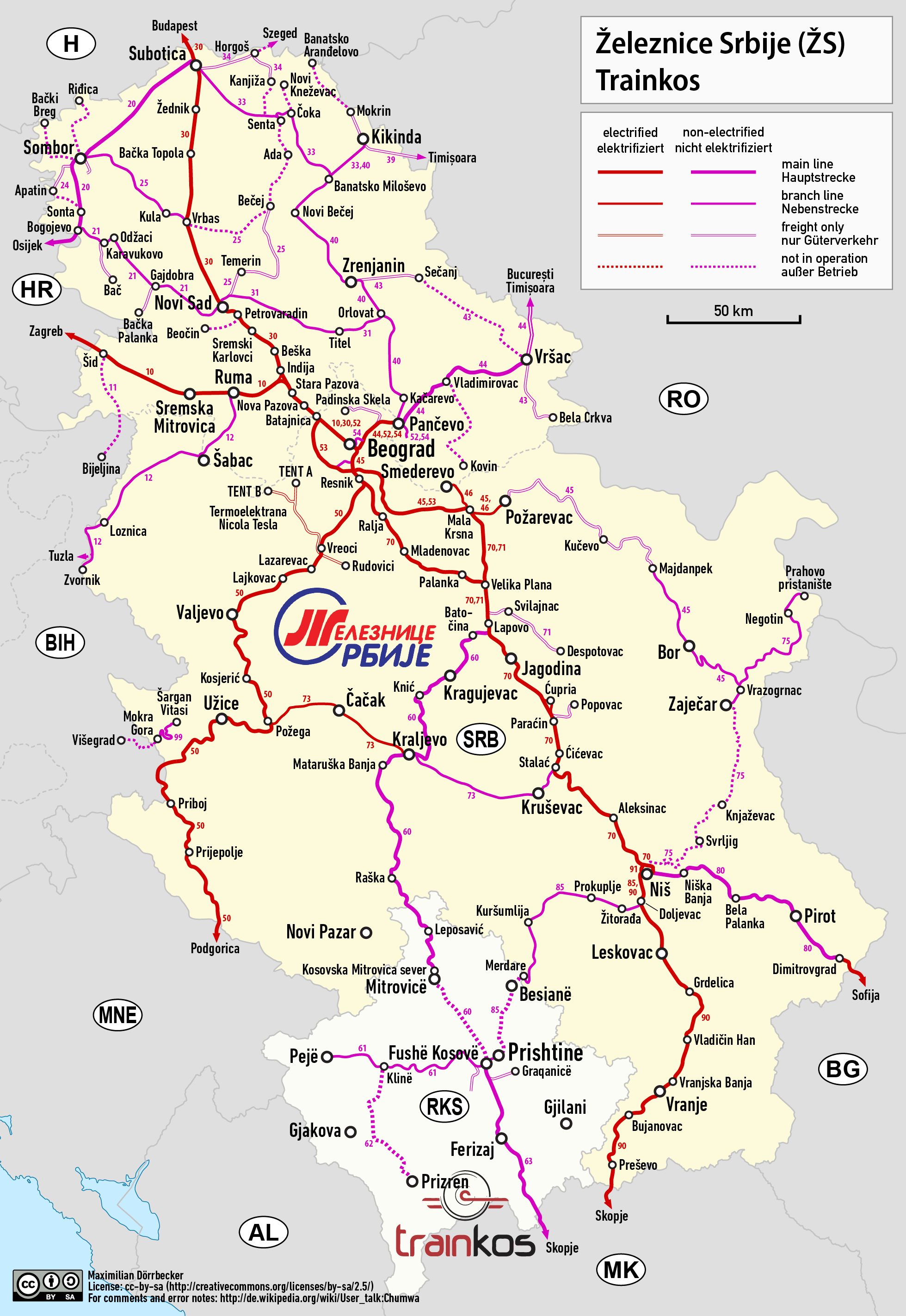

세르비아 철도(세르비아어: Железнице Србије / Železnice Srbije)는 세르비아의 철도 회사이다. 현재 영업 거리는 4,347km로 그 중 32%는 전철화되어있다.